# مجازی‌سازی سطح سیستم‌عامل
مجازی‌سازی سطح سیستم‌عامل یک شیوهٔ مجازی‌سازی سرور است که در آن هسته یک سیستم‌عامل اجازه وجود چندین فضای کاربری ماشین مجازی را به جای یکی می‌دهد. چنین نمونه‌هایی که گاهی کانتینر، کانتینرهای نرم‌افزاری نیز خوانده می‌شوند.